# Tournoi pré-olympique masculin de la CONCACAF 2015
Navigation
Londres 2012 Tokyo 2020
Le tournoi pré-olympique de la CONCACAF 2015 est la quatorzième édition du tournoi pré-olympique de la CONCACAF, qui met aux prises huit sélections de football d'Amérique du Nord, d'Amérique centrale et des Caraïbes affiliées à la CONCACAF. La compétition se déroule aux États-Unis, pour une troisième fois consécutive après les éditions 2008 et 2012, du 1er au 13 octobre 2015.
Le Mexique remporte le tournoi et se qualifie pour les Jeux olympiques de Rio de Janeiro pour une deuxième fois consécutive tandis que le Honduras s'assure une présence continue depuis 2008. En remportant la petite finale et terminant troisième, les États-Unis se qualifient pour le barrage intercontinental face à la Colombie mais sont battus par la nation sud-américaine qui obtient le dernier billet pour l'épreuve olympique.

## Villes et stades
Les noms des villes et stades hôtes de ce tournoi sont officiellement annoncés le 15 mai 2015.
| \| Carson Commerce City Kansas City Sandy \| |                  |                            |
| \| Carson Commerce City Kansas City Sandy \| | Carson           | Commerce City              |
| -------------------------------------------- | ---------------- | -------------------------- |
| \| Carson Commerce City Kansas City Sandy \| | StubHub Center   | Dick's Sporting Goods Park |
| \| Carson Commerce City Kansas City Sandy \| | Capacité: 21 000 | Capacité: 18 061           |
| \| Carson Commerce City Kansas City Sandy \| |                  |                            |
| \| Carson Commerce City Kansas City Sandy \| | Kansas City      | Sandy                      |
| \| Carson Commerce City Kansas City Sandy \| | Sporting Park    | Rio Tinto Stadium          |
| \| Carson Commerce City Kansas City Sandy \| | Capacité: 27 000 | Capacité: 20 213           |
| \| Carson Commerce City Kansas City Sandy \| |                  |                            |
| Carson Commerce City Kansas City Sandy       |                  |                            |

## Nations participantes
Les trois nations nord-américaines, à savoir le Mexique, les États-Unis et le Canada, sont automatiquement qualifiées. Les sélections centraméricaines se qualifient aux moyens d'une phase de groupes puis de barrages entre les six équipes participantes pour déterminer les trois participants au tournoi. Dans la zone caribéenne, quinze nations jouent les éliminatoires pour les deux dernières places.
| Zone  | Pays       | Qualification                | Participations | Meilleur résultat                                    | Dernière participation | Participation aux Jeux olympiques (dernière participation) |
| ----- | ---------- | ---------------------------- | -------------- | ---------------------------------------------------- | ---------------------- | ---------------------------------------------------------- |
| NAFU  | Canada     | Automatique                  | +8,            | Finaliste (2) · 1984, 1996                           | 2012                   | +3, (1984)                                                 |
| NAFU  | États-Unis | Automatique                  | +10,           | Vainqueur (2) · 1988 et 1992                         | 2012                   | +14, (2008)                                                |
| NAFU  | Mexique    | Automatique                  | +11,           | Vainqueur (6) · 1964, 1972, 1976, 1996, 2004 et 2012 | 2012                   | +11, (2012)                                                |
| UNCAF | Panama     | Vainqueur du groupe A        | +6,            | Quatrième (1) 1964                                   | 2012                   | +0,                                                        |
| UNCAF | Honduras   | Vainqueur du groupe B        | +6,            | Vainqueur (2) · 2000 et 2008                         | 2012                   | +3, (2012)                                                 |
| UNCAF | Costa Rica | Vainqueur du barrage de zone | +6,            | Vainqueur (2) · 1980 et 1984                         | 2004                   | +3, (2004)                                                 |
| CFU   | Haïti      | Champion de zone             | +2,            | Phase de groupes (1) 2008                            | 2008                   | +0,                                                        |
| CFU   | Cuba       | Finaliste de zone            | +5,            | Troisième place (2) 1976 et 1984                     | 2012                   | +2, (1980)                                                 |

## Compétition

### Tirage au sort
Le tirage au sort de la phase finale du tournoi pré-olympique de la CONCACAF a lieu le 18 août 2015 à l'hôtel Torrance Marriot Redondo Beach, à Torrance, en Californie, Eddie Lewis et Brad Friedel étant invités pour participer à ce tirage.
Les sélections sont réparties en deux groupes de quatre équipes et pour ce tirage, quatre chapeaux sont mis en place. Les États-Unis, nation hôte, se voient attribuer le groupe A et le Mexique, vainqueur du dernier tournoi, le groupe B.
| Chapeau 1  | Chapeau 2 | Chapeau 3 | Chapeau 4  |
| ---------- | --------- | --------- | ---------- |
| États-Unis | Honduras  | Cuba      | Canada     |
| Mexique    | Panama    | Haïti     | Costa Rica |

| Groupe A   | Groupe B   |
| ---------- | ---------- |
| États-Unis | Mexique    |
| Panama     | Honduras   |
| Cuba       | Haïti      |
| Canada     | Costa Rica |

### Règlement
Le règlement est celui de la FIFA relatif à cette compétition, des éliminatoires à la phase finale :
- une victoire compte pour 3 points ;
- un match nul compte pour 1 point ;
- une défaite compte pour 0 point.

Le classement des équipes est établi grâce aux critères suivants :
1. Plus grand nombre de points obtenus dans tous les matchs du groupe ;
2. Meilleure différence de buts dans tous les matchs du groupe ;
3. Plus grand nombre de points obtenus entre les équipes à égalité ;
4. Meilleure différence de buts dans tous les matchs du groupe entre les équipes à égalité ;
5. Plus grand nombre de buts marqués dans tous les matchs du groupe ;
6. Tirage au sort.

- Les deux premiers de chaque groupe sont qualifiés pour les demi-finales où le premier d'un groupe affronte le deuxième de l'autre.
- Les finalistes sont qualifiés pour les Jeux olympiques 2016.